# Хагеоцереус разноцветный
Хагеоцереус разноцве́тный  (лат. Haageocereus versicolor) — кактус из рода Хагеоцереус.

## Описание
Стебель цилиндрический, опушённый, до 1,5 м высотой и до 8 см в диаметре. Рёбер 16-22.
Радиальных колючек 25-30, они тонкие, игольчатые, до 0,5 см длиной; центральных колючек 1-2, они до 4 см длиной. Окраска колючек меняется от светло- до тёмно-красно-коричневого.
Цветки до 8 см длиной и 6 см в диаметре, широкооткрытые, белые.

## Распространение
Эндемик севера Перу.

## Синонимы
- Binghamia humifusa
- Binghamia versicolor
- Binghamia vesicolor var. humifusa
- Binghamia versicolor var. lasiacantha
- Binghamia versicolor var. xanthacantha
- Cereus versicolor
- Cereus versicolor var. humifusus
- Cereus versicolor var. lasiacanthus
- Cereus versicolor var. xanthacanthus
- Haageocereus humifusus
- Haageocereus versicolor var. aureispinus
- Haageocereus versicolor var. catacanthus
- Haageocereus versicolor var. fuscus
- Haageocereus versicolor var. humifusus
- Haageocereus versicolor var. lasiacanthus
- Haageocereus versicolor var. xanthacanthus